# Орехов Олег Олегович
Олег Олегович Орехов (нар. 28 листопада 1990, с. Мисове, Кримська область, УРСР) — український футболіст, захисник.

## Життєпис
Народився в селі Мисове Кримської області. Вихованець сімферопольського УОРа, кольори якого захищав з 2004 по 2006 рік. Окрім УОРу в ДЮФЛУ виступав за ДЮСШ-11 (Одеса) та КОДЮСШ (Щасливе).
Дорослу футбольну кар'єру розпочав у «Росі». У футболці білоцерківського клубу дебютував 22 серпня 2008 року в програному (1:2) виїзному поєдинку 6-го туру групи А Другої ліги України проти «Княжої-2». Олег вийшов на поле на 84-й хвилині замість Андрія Соловйова. У першій половині сезоні 2008/09 років виходив на поле в 2-х матчах Другої ліги чемпіонату України. У першій половині сезону 2009/10 років перебував у заявці ФК «Полтава», однак за «городян» не провів жодного офіційного поєдинку.
На початку січня 2010 року перебрався до «Десни». У футболці чернігівського клубу дебютував 29 березня 2010 року в програному (0:1) виїзному поєдинку 20-го туру Першої ліги України проти «Севастополя». Олег вийшов на поле на 90-й хвилині замість Богдана Кобця. У 2010-му календарному році зіграв 17 матчів у чемпіонатах України та 1 поєдинок у кубку України.
На початку квітня 2011 року перебрався до «Львова». У футболці «городян» дебютував 7 травня 2011 року в переможному (4:1) домашньому поєдинку 29-го туру Першої ліги України проти вінницької «Ниви». Олег вийшов на поле на 90-й хвилині замість капітана команди Євгенія Чепурненка. У складі «Львова» виходив на поле в 3-х поєдинках. Під час зимової перерви сезону 2011/12 років повернувся в «Десну», але грав дуже рідко й залишався гравцем ротації. Провів 4 поєдинки у Другій лізі України.
Наприкінці березня 2013 року підписав 1,5-річний контракт з «Олімпіком». У футболці донецького клубу дебютував 2 травня 2013 року в переможному (1:0) домашньому поєдинку 28-го туру Першої ліги України проти ФК «Суми». Орехов вийшов на поле на 90-й хвилині замість капітана команди Владислава Огірі. У другій половині сезону 2012/13 років зіграв 2 матчі. У першій же половині сезону 2013/14 років не виходив на поле в жодному офіційному поєдинку. Наприкінці листопада 2013 року розірвав угоду з клубом за згодою сторін.
Наприкінці лютого 2014 року підсилив «Титан». У футболці армянського клубу дебютував 29 березня 2014 року в переможному (2:1) домашньому поєдинку 21-го туру Першої ліги України проти МФК «Миколаїв». Олег вийшов на поле в стартовому складі та відіграв увесь матч. У другій половині сезону 2013/14 років провів 3 поєдинки у Першій лізі України.
У 2015 році повернувся до окупованого Криму, де спочатку виступав за фейкові аматорські колективи «Беркут» (Армянськ) та «Рубін» (Ялта). Влітку 2015 року перебрався до іншого кримського фейкового клубу, «Євпаторії» з так званої Прем'єр-ліги Кримського футбольного союзу. У вищому дивізіоні «кримського чемпіонату» провів 23 матчі та відзначився 1-м голом. На початку липня 2016 року залишив «городян» за сімейними обставинами та відправився на перегляд до «Арсеналу».